# أنطوان هاي
انطوان هاي (بالألمانية: Antoine Hey)‏ (19 سبتمبر 1970 ببرلين في ألمانيا - ) هو مدرب كرة قدم ولاعب كرة قدم ألماني في مركز الوسط. لعب مع أنورثوسيس فاماغوستا وبرمنغهام سيتي وشالكه 04 وفورتونا دوسلدورف وفورتونا كولن ونادي بريستول سيتي ونادي غراسهوبر زيوريخ ونادي أوسنابروك وVfR Neumünster ‏ وتنس بوروسيا برلين.

## روابط خارجية
- أنطوان هاي على موقع قاعدة بيانات كرة القدم.إي يو (الإنجليزية)
- أنطوان هاي على موقع بيانات كرة القدم. دي إي (الألمانية)
- أنطوان هاي على موقع Soccerbase.com (لاعب) (الإنجليزية)
- أنطوان هاي على موقع عالم كرة القدم.نت (الإنجليزية)